# Lergravsparken

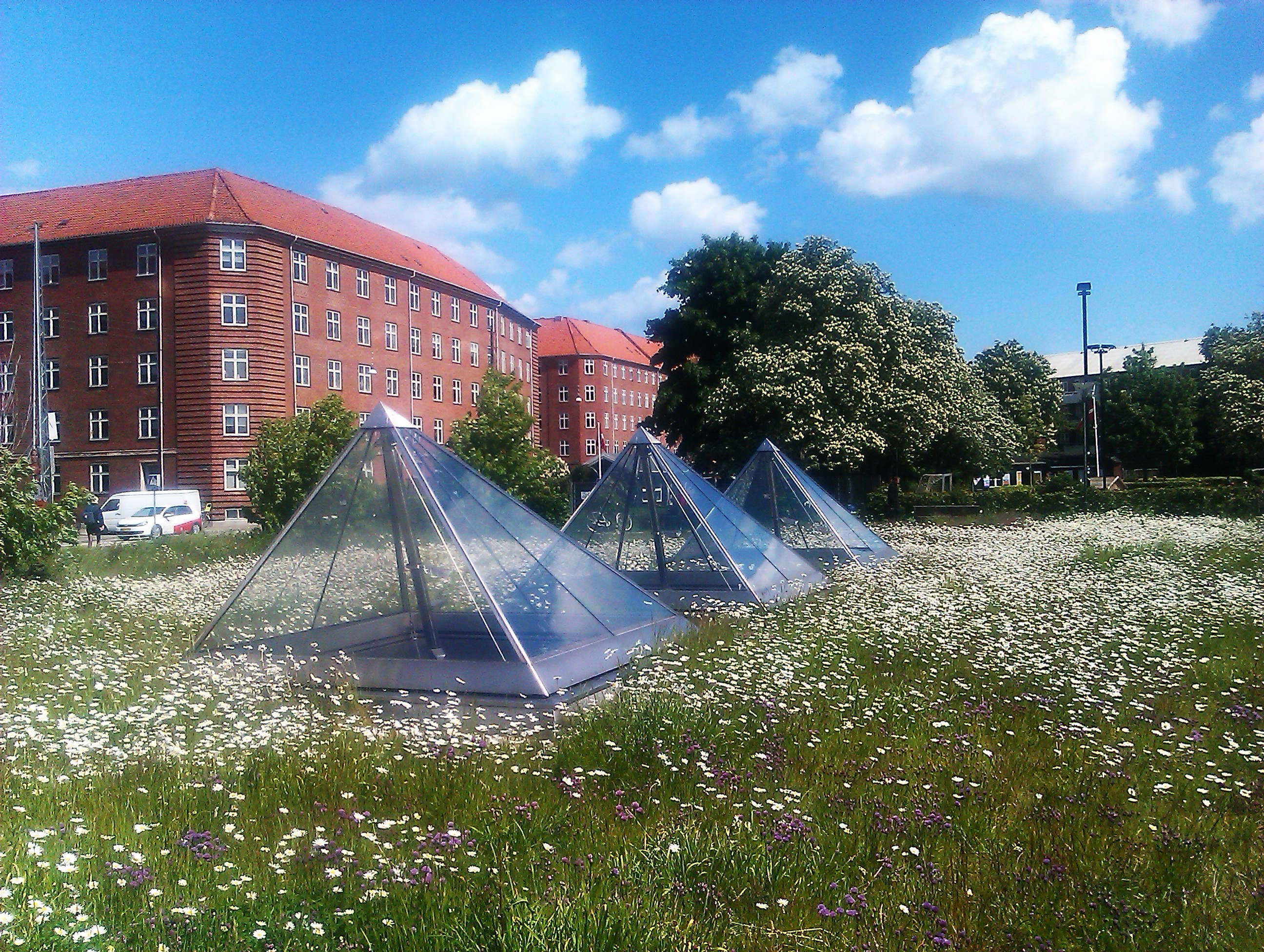
Lergravsparken med lanterninerna till metrostationen.

Lergravsparken är en naturskyddad park i stadsdelen Ørestad i Köpenhamn som anlades 1905 med namnet Sundby Park eller Sundby Anlæg. I ett hörn av parken ligger metrostationen med samma namn.
Lergravsparken fick sitt nuvarande namn 1938 efter de lertag som fanns här på 1800-talet. En del av parken härrör från  Sundby Remise, en skyddsplantering eller viltremiss från 1600-talet. Remissen omges av ett högt stengärde.

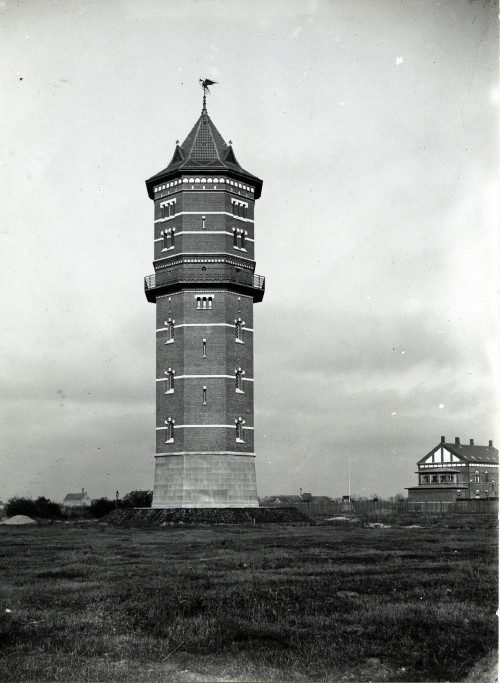
Sundby vattentorn, cirka 1900.

Omkring förra sekelskiftet byggdes  ett gasverk och ett vattentorn söder om den nuvarande parken. Gasverket revs 1937 och ersattes av bostäder. Vattentornet försvann 1967 och fem år senare revs även gasklockan.
Under andra världskriget byggdes ett antal bunkers i parken som nu används som övningslokaler för lokala rockband.